# بويد أوكوونو
بويد أوكوونو (بالإنجليزية: Boyd Okwuonu)‏ (24 فبراير 1993 بإدموند في الولايات المتحدة - ) هو لاعب كرة قدم أمريكي في مركز الدفاع. شارك مع منتخب الولايات المتحدة تحت 17 سنة لكرة القدم ومنتخب الولايات المتحدة تحت 18 سنة لكرة القدم ومنتخب الولايات المتحدة تحت 20 سنة لكرة القدم ومنتخب الولايات المتحدة تحت 23 سنة لكرة القدم. أما مع النوادي، فقد لعب مع ريال سالت ليك وريال موناركس وSalem City FC ‏ وOrlando City U-23 ‏.

## وصلات خارجية
- بويد أوكوونو على موقع الاتحاد الدولي (مؤرشف)  (الإنجليزية)
- بويد أوكوونو على موقع الدوري الأمريكي (الإنجليزية)
- بويد أوكوونو على موقع قاعدة بيانات كرة القدم.إي يو (الإنجليزية)
- بويد أوكوونو على موقع Soccerway.com (الإنجليزية)
- بويد أوكوونو على موقع عالم كرة القدم.نت (الإنجليزية)
- بويد أوكوونو على موقع AS.com (الإسبانية)